# اچ‌ام‌ای‌اس ولونگونگ (جی۱۷۲)
اچ‌ام‌ای‌اس ولونگونگ (جی۱۷۲) (به انگلیسی: HMAS Wollongong (J172)) یک کشتی بود که طول آن ۱۸۶ فوت (۵۷ متر) بود. این کشتی در سال ۱۹۴۱ ساخته شد.